# Тейшань (комуна)
Тейшань, Тейшані (рум. Teișani) — комуна у повіті Прахова в Румунії. До складу комуни входять такі села (дані про населення за 2002 рік):
- Бугя-де-Сус (92 особи)
- Валя-Стилпулуй (744 особи)
- Олтень (754 особи)
- Тейшань (1872 особи) — адміністративний центр комуни
- Штубею (573 особи)

Комуна розташована на відстані 89 км на північ від Бухареста, 33 км на північ від Плоєшті, 55 км на південний схід від Брашова.

## Населення
За даними перепису населення 2002 року у комуні проживали 4035 осіб, усі — румуни. Усі жителі комуни рідною мовою назвали румунську.
Склад населення комуни за віросповіданням:
| Релігія     | Кількість осіб | Відсоток |
| ----------- | -------------- | -------- |
| православні | 4019           | 99,6%    |
| адвентисти  | 11             | 0,3%     |
| баптисти    | 3              | 0,1%     |